# یواس‌اس اما (۱۸۶۳)
یواس‌اس اما (۱۸۶۳) (به انگلیسی: USS Emma (1863)) یک کشتی بود که طول آن ۱۵۶ فوت (۴۸ متر) بود.